# 诚一堂琴谱
《诚一堂琴谱》，古琴谱，新安程允基撰。全书包括两部分：即《诚一堂琴谱》六卷和《诚一堂琴谈》二卷。

## 作者简介
程允基，字寓山，新安人。自幼好琴，曾从陈楚白受十余曲，后读书吴门，又拜虞山派徐上瀛的弟子夏溥为师，受数曲。后回故里，仍外出游历，探讨琴艺。清康熙庚午至乙酉客居羊城期间，曾与云志高、胡洵龙（字远山）、吴允谦等人相交往。他们对程氏的琴艺有相当影响（见《诚一堂琴谱》云、胡、吴三人所写后记）。

## 琴谱概要
《诚一堂琴谱》的三十六个琴曲，大都是作了轻微改编的传统旧曲，但是除出现《琴书乐道》和《养生主》两个先期从来未见过的琴曲外，还有一个值得注意的情况，是把尹尔韬的《鲁风》列在全书首位。从程氏自序强调制內制外以“一归于正”的说法与吴允谦说他叙次先以《鲁风》有用世之意和他自评《鲁风》“淳庞高古，正大端严”，可以看出他的音乐美学思想，从而推测《乐道》、《养生》两曲很可能是他的创作。一般琴家认为是传统的旧曲，可能不一定正确。由此还可进而推测云志高《蓼怀堂琴谱》中的梧桐夜雨和万国来朝也是云氏或金陶的作品。
《琴谈》二卷，原著目录。首有丘丹遴序，卷一总称“集论”，计录《乐书》、《琴原篇》、《琴论》、《礼记》、《白虎通》、《桓谭新论》、《太古遗音》等，末录程允基《与胡远山先生论琴学书》与《传琴约》。卷二总称“纪事”，计录有关琴的史料故实、传说、神话五百余条，绝大多数注明出处。